# Mistrovství Evropy ve fotbale 1988 (soupisky)
Toto jsou soupisky jednotlivých států z Mistrovství Evropy ve fotbale 1988.
| Zlato                 | Stříbro                  | Bronz          | Bronz             |
| --------------------- | ------------------------ | -------------- | ----------------- |
| Nizozemsko • Soupiska | Sovětský svaz • Soupiska | SRN • Soupiska | Itálie • Soupiska |

## Dánsko
Hlavní trenér: Sepp Piontek

| Jméno                | Datum narození     | Datum úmrtí                     | Klub                 |          |
| Brankáři             | Brankáři           | Brankáři                        | Brankáři             | Brankáři |
| -------------------- | ------------------ | ------------------------------- | -------------------- | -------- |
| Troels Rasmussen     | 7. dubna 1961      |                                 | Aarhus GF            |          |
| Peter Schmeichel     | 18. listopadu 1963 |                                 | Brøndby IF           |          |
| Obránci              |                    |                                 |                      |          |
| John Sivebæk         | 25. října 1961     |                                 | AS Saint-Étienne     |          |
| Søren Busk           | 10. dubna 1953     |                                 | Wiener SK            |          |
| Morten Olsen –       | 14. srpna 1949     |                                 | 1. FC Köln           |          |
| Ivan Nielsen         | 9. října 1956      |                                 | PSV Eindhoven        |          |
| Jan Heintze          | 17. srpna 1963     |                                 | PSV Eindhoven        |          |
| Lars Olsen           | 2. února 1961      |                                 | Brøndby IF           |          |
| Bjørn Kristensen     | 10. října 1963     |                                 | Aarhus GF            |          |
| Záložníci            |                    |                                 |                      |          |
| Søren Lerby          | 1. února 1958      |                                 | PSV Eindhoven        |          |
| John Helt            | 29. prosince 1959  |                                 | Lyngby Boldklub      |          |
| Per Frimann          | 4. června 1962     |                                 | Aarhus GF            |          |
| Michael Laudrup      | 15. června 1964    |                                 | Juventus FC          |          |
| John Jensen          | 3. května 1965     |                                 | Brøndby IF           |          |
| Jesper Olsen         | 20. března 1961    |                                 | Manchester United FC |          |
| Klaus Berggreen      | 3. února 1958      |                                 | Turín FC             |          |
| Kim Vilfort          | 15. listopadu 1962 |                                 | Brøndby IF           |          |
| Útočníci             |                    |                                 |                      |          |
| John Eriksen         | 20. listopadu 1957 | 12. února 2002 (ve věku 44 let) | Servette FC          |          |
| Preben Elkjær Larsen | 11. září 1957      |                                 | Hellas Verona FC     |          |
| Flemming Povlsen     | 3. prosince 1966   |                                 | 1. FC Köln           |          |

## Anglie
Hlavní trenér: Bobby Robson

| Jméno           | Datum narození     | Klub                 |          |
| Brankáři        | Brankáři           | Brankáři             | Brankáři |
| --------------- | ------------------ | -------------------- | -------- |
| Peter Shilton   | 18. září 1949      | Derby County FC      |          |
| Chris Woods     | 14. listopadu 1959 | Rangers FC           |          |
| Obránci         |                    |                      |          |
| Gary Stevens    | 27. března 1963    | Everton FC           |          |
| Kenny Sansom    | 26. září 1958      | Arsenal FC           |          |
| Dave Watson     | 20. listopadu 1961 | Everton FC           |          |
| Tony Adams      | 10. října 1966     | Arsenal FC           |          |
| Viv Anderson    | 29. července 1956  | Manchester United FC |          |
| Mark Wright     | 1. srpna 1963      | Derby County FC      |          |
| Tony Dorigo     | 31. prosince 1965  | Chelsea FC           |          |
| Záložníci       |                    |                      |          |
| Neil Webb       | 30. července 1963  | Nottingham Forest FC |          |
| Bryan Robson –  | 11. ledna 1957     | Manchester United FC |          |
| Trevor Steven   | 21. září 1963      | Everton FC           |          |
| John Barnes     | 7. listopadu 1963  | Liverpool FC         |          |
| Chris Waddle    | 14. prosince 1960  | Tottenham Hotspur FC |          |
| Steve McMahon   | 20. srpna 1961     | Liverpool FC         |          |
| Peter Reid      | 20. června 1956    | Everton FC           |          |
| Glenn Hoddle    | 27. října 1957     | AS Monaco            |          |
| Útočníci        |                    |                      |          |
| Peter Beardsley | 18. ledna 1961     | Liverpool FC         |          |
| Gary Lineker    | 30. listopadu 1960 | FC Barcelona         |          |
| Mark Hateley    | 7. listopadu 1961  | AS Monaco            |          |

## Itálie
Hlavní trenér: Azeglio Vicini

| Jméno                | Datum narození     | Datum úmrtí                    | Klub         |          |
| Brankáři             | Brankáři           | Brankáři                       | Brankáři     | Brankáři |
| -------------------- | ------------------ | ------------------------------ | ------------ | -------- |
| Walter Zenga         | 28. dubna 1960     |                                | Inter Milán  |          |
| Stefano Tacconi      | 13. května 1957    |                                | Juventus FC  |          |
| Obránci              |                    |                                |              |          |
| Franco Baresi        | 8. května 1960     |                                | AC Milán     |          |
| Giuseppe Bergomi –   | 22. prosince 1963  |                                | Inter Milán  |          |
| Roberto Cravero      | 3. ledna 1964      |                                | Turín FC     |          |
| Ciro Ferrara         | 11. února 1967     |                                | SSC Neapol   |          |
| Riccardo Ferri       | 20. srpna 1963     |                                | Inter Milán  |          |
| Giovanni Francini    | 3. srpna 1963      |                                | SSC Neapol   |          |
| Paolo Maldini        | 26. června 1968    |                                | AC Milán     |          |
| Luigi De Agostini    | 7. dubna 1963      |                                | Juventus FC  |          |
| Francesco Romano     | 25. dubna 1960     |                                | SSC Neapol   |          |
| Záložníci            |                    |                                |              |          |
| Carlo Ancelotti      | 10. června 1959    |                                | AC Milán     |          |
| Fernando De Napoli   | 15. března 1964    |                                | SSC Neapol   |          |
| Luca Fusi            | 7. června 1963     |                                | UC Sampdoria |          |
| Giuseppe Giannini    | 20. srpna 1964     |                                | AS Řím       |          |
| Roberto Donadoni     | 9. září 1963       |                                | AC Milán     |          |
| Útočníci             |                    |                                |              |          |
| Alessandro Altobelli | 28. listopadu 1955 |                                | Inter Milán  |          |
| Roberto Mancini      | 27. listopadu 1964 |                                | UC Sampdoria |          |
| Ruggiero Rizzitelli  | 2. září 1967       |                                | Cesena FC    |          |
| Gianluca Vialli      | 9. července 1964   | 6. ledna 2023 (ve věku 58 let) | UC Sampdoria |          |

## Irsko
Hlavní trenér: Jack Charlton

| Jméno             | Datum narození     | Klub                   |          |
| Brankáři          | Brankáři           | Brankáři               | Brankáři |
| ----------------- | ------------------ | ---------------------- | -------- |
| Packie Bonner     | 24. května 1960    | Celtic FC              |          |
| Gerry Peyton      | 20. května 1956    | AFC Bournemouth        |          |
| Obránci           |                    |                        |          |
| Chris Morris      | 24. prosince 1963  | Celtic FC              |          |
| Chris Hughton     | 11. prosince 1958  | Tottenham Hotspur FC   |          |
| Mick McCarthy     | 7. února 1959      | Celtic FC              |          |
| Kevin Moran       | 29. dubna 1956     | Manchester United FC   |          |
| John Anderson     | 7. listopadu 1959  | Newcastle United FC    |          |
| Záložníci         |                    |                        |          |
| Ronnie Whelan     | 25. září 1961      | Liverpool FC           |          |
| Paul McGrath      | 4. prosince 1959   | Manchester United FC   |          |
| Ray Houghton      | 9. ledna 1962      | Liverpool FC           |          |
| Tony Galvin       | 12. července 1956  | Sheffield Wednesday FC |          |
| Liam O'Brien      | 5. září 1964       | Manchester United FC   |          |
| Kevin Sheedy      | 21. října 1959     | Everton FC             |          |
| Útočníci          |                    |                        |          |
| John Aldridge     | 18. září 1958      | Liverpool FC           |          |
| Frank Stapleton – | 10. července 1956  | Derby County FC        |          |
| Tony Cascarino    | 1. září 1962       | Millwall FC            |          |
| David Kelly       | 25. listopadu 1965 | Walsall FC             |          |
| John Byrne        | 1. února 1961      | Le Havre AC            |          |
| John Sheridan     | 1. října 1964      | Leeds United FC        |          |
| Niall Quinn       | 6. října 1966      | Arsenal FC             |          |

## Nizozemsko
Hlavní trenér: Rinus Michels

| Jméno              | Datum narození     | Klub             |          |
| Brankáři           | Brankáři           | Brankáři         | Brankáři |
| ------------------ | ------------------ | ---------------- | -------- |
| Hans van Breukelen | 4. října 1956      | PSV Eindhoven    |          |
| Joop Hiele         | 25. prosince 1958  | Feyenoord        |          |
| Obránci            |                    |                  |          |
| Adri van Tiggelen  | 16. června 1957    | RSC Anderlecht   |          |
| Sjaak Troost       | 28. srpna 1959     | Feyenoord        |          |
| Ronald Koeman      | 21. března 1963    | PSV Eindhoven    |          |
| Berry van Aerle    | 8. prosince 1962   | PSV Eindhoven    |          |
| Wim Koevermans     | 28. června 1960    | Fortuna Sittard  |          |
| Wilbert Suvrijn    | 26. října 1962     | Roda JC Kerkrade |          |
| Záložníci          |                    |                  |          |
| Aron Winter        | 1. března 1967     | AFC Ajax         |          |
| Gerald Vanenburg   | 5. března 1964     | PSV Eindhoven    |          |
| Arnold Mühren      | 2. května 1951     | AFC Ajax         |          |
| Ruud Gullit –      | 1. září 1962       | AC Milán         |          |
| John van 't Schip  | 30. prosince 1963  | AFC Ajax         |          |
| Erwin Koeman       | 20. září 1961      | KV Mechelen      |          |
| Frank Rijkaard     | 30. září 1962      | Real Zaragoza    |          |
| Hendrie Krüzen     | 24. listopadu 1964 | FC Den Bosch     |          |
| Útočníci           |                    |                  |          |
| John Bosman        | 1. února 1965      | AFC Ajax         |          |
| Marco van Basten   | 31. října 1964     | AC Milán         |          |
| Wim Kieft          | 12. listopadu 1962 | PSV Eindhoven    |          |
| Jan Wouters        | 17. července 1960  | AFC Ajax         |          |

## Sovětský svaz
Hlavní trenér: Valerij Lobanovskyj

| Jméno                   | Datum narození    | Datum úmrtí                        | Klub                    |          |
| Brankáři                | Brankáři          | Brankáři                           | Brankáři                | Brankáři |
| ----------------------- | ----------------- | ---------------------------------- | ----------------------- | -------- |
| Rinat Dasajev –         | 13. června 1957   |                                    | FK Spartak Moskva       |          |
| Viktor Čanov            | 21. července 1959 | 8. února 2017 (ve věku 57 let)     | FK Dynamo Kyjev         |          |
| Obránci                 |                   |                                    |                         |          |
| Volodymyr Bezsonov      | 5. března 1958    |                                    | FK Dynamo Kyjev         |          |
| Vagiz Chidijatulin      | 3. března 1959    |                                    | FK Spartak Moskva       |          |
| Oleh Kuzněcov           | 22. března 1963   |                                    | FK Dynamo Kyjev         |          |
| Anatolij Demjanenko     | 19. února 1959    |                                    | FK Dynamo Kyjev         |          |
| Ivan Vyšněvskyj         | 21. února 1957    | 11. května 1996 (ve věku 39 let)   | FK Dněpr Dněpropetrovsk |          |
| Tengiz Sulakvelidze     | 23. července 1956 |                                    | FC Dinamo Tbilisi       |          |
| Vjačeslavas Sukristovas | 1. ledna 1961     |                                    | FK Žalgiris             |          |
| Serhij Baltača          | 17. února 1958    |                                    | FK Dynamo Kyjev         |          |
| Záložníci               |                   |                                    |                         |          |
| Vasyl Rac               | 25. dubna 1961    |                                    | FK Dynamo Kyjev         |          |
| Hennadij Lytovčenko     | 11. září 1963     |                                    | FK Dynamo Kyjev         |          |
| Oleksandr Zavarov       | 26. dubna 1961    |                                    | FK Dynamo Kyjev         |          |
| Sjarhej Hocmanau        | 27. března 1959   |                                    | FK Dinamo Minsk         |          |
| Viktor Pasulko          | 1. ledna 1961     |                                    | FK Spartak Moskva       |          |
| Útočníci                |                   |                                    |                         |          |
| Sergej Alejnikov        | 7. listopadu 1961 |                                    | FK Dinamo Minsk         |          |
| Oleh Protasov           | 4. února 1964     |                                    | FK Dynamo Kyjev         |          |
| Ihor Belanov            | 25. září 1960     |                                    | FK Dynamo Kyjev         |          |
| Oleksij Mychajlyčenko   | 30. března 1963   |                                    | FK Dynamo Kyjev         |          |
| Sergej Dmitrijev        | 19. března 1964   | 26. prosince 2022 (ve věku 58 let) | Zenit Leningrad         |          |

## Španělsko
Hlavní trenér: Miguel Muñoz

| Jméno                     | Datum narození    | Klub              |          |
| Brankáři                  | Brankáři          | Brankáři          | Brankáři |
| ------------------------- | ----------------- | ----------------- | -------- |
| Andoni Zubizarreta        | 23. října 1961    | FC Barcelona      |          |
| Francisco Buyo            | 13. ledna 1958    | Real Madrid       |          |
| Obránci                   |                   |                   |          |
| Tomás Reñones             | 9. srpna 1960     | Atlético Madrid   |          |
| José Antonio Camacho –    | 8. června 1955    | Real Madrid       |          |
| Genar Andrinúa            | 9. května 1964    | Athletic Bilbao   |          |
| Manuel Sanchís            | 23. března 1965   | Real Madrid       |          |
| Rafael Gordillo           | 24. února 1957    | Real Madrid       |          |
| Diego Rodríguez Fernández | 20. dubna 1960    | Betis Sevilla     |          |
| Miquel Soler              | 13. března 1965   | RCD Espanyol      |          |
| Záložníci                 |                   |                   |          |
| Víctor Muñoz              | 15. března 1957   | FC Barcelona      |          |
| Ramón Calderé             | 16. ledna 1959    | FC Barcelona      |          |
| Ricardo Gallego           | 8. února 1959     | Real Madrid       |          |
| Eusebio                   | 13. dubna 1964    | Atlético Madrid   |          |
| José Mari Bakero          | 11. února 1963    | Real Sociedad     |          |
| Txiki Begiristain         | 12. srpna 1964    | Real Sociedad     |          |
| Rafael Martín Vázquez     | 25. září 1965     | Real Madrid       |          |
| Míchel                    | 23. března 1963   | Real Madrid       |          |
| Útočníci                  |                   |                   |          |
| Julio Salinas             | 11. září 1962     | Atlético Madrid   |          |
| Emilio Butragueño         | 22. července 1963 | Real Madrid       |          |
| Eloy                      | 10. července 1964 | Sporting de Gijón |          |

## SRN
Hlavní trenér: Franz Beckenbauer

| Jméno             | Datum narození     | Datum úmrtí                     | Klub                 |          |
| Brankáři          | Brankáři           | Brankáři                        | Brankáři             | Brankáři |
| ----------------- | ------------------ | ------------------------------- | -------------------- | -------- |
| Eike Immel        | 27. listopadu 1960 |                                 | VfB Stuttgart        |          |
| Bodo Illgner      | 7. dubna 1967      |                                 | 1. FC Köln           |          |
| Obránci           |                    |                                 |                      |          |
| Guido Buchwald    | 24. ledna 1961     |                                 | VfB Stuttgart        |          |
| Andreas Brehme    | 9. listopadu 1960  | 20. února 2024 (ve věku 63 let) | FC Bayern Mnichov    |          |
| Jürgen Kohler     | 6. října 1965      |                                 | 1. FC Köln           |          |
| Matthias Herget   | 14. listopadu 1955 |                                 | KFC Uerdingen 05     |          |
| Uli Borowka       | 19. května 1962    |                                 | Werder Brémy         |          |
| Thomas Berthold   | 12. listopadu 1964 |                                 | AC ChievoVerona      |          |
| Hans Pflügler     | 27. března 1960    |                                 | FC Bayern Mnichov    |          |
| Gunnar Sauer      | 11. června 1964    |                                 | Werder Brémy         |          |
| Záložníci         |                    |                                 |                      |          |
| Pierre Littbarski | 16. dubna 1960     |                                 | 1. FC Köln           |          |
| Lothar Matthäus – | 21. března 1961    |                                 | FC Bayern Mnichov    |          |
| Olaf Thon         | 1. května 1966     |                                 | FC Schalke 04        |          |
| Wolfram Wuttke    | 17. listopadu 1961 | 1. března 2015 (ve věku 53 let) | 1. FC Kaiserslautern |          |
| Hans Dorfner      | 3. července 1965   |                                 | FC Bayern Mnichov    |          |
| Wolfgang Rolff    | 26. prosince 1959  |                                 | Bayer 04 Leverkusen  |          |
| Útočníci          |                    |                                 |                      |          |
| Rudi Völler       | 13. dubna 1960     |                                 | AS Řím               |          |
| Frank Mill        | 23. července 1958  | 5. srpna 2025 (ve věku 67 let)  | Borussia Dortmund    |          |
| Dieter Eckstein   | 12. března 1964    |                                 | 1. FC Norimberk      |          |
| Jürgen Klinsmann  | 30. července 1964  |                                 | VfB Stuttgart        |          |